# Antandro di Siracusa
Antandro (in greco antico: Ἄντανδρος?, Àntandros; Terme, IV secolo a.C. – III secolo a.C.) è stato un militare e uno stratega siceliota, fratello maggiore di Agatocle; tiranno di Siracusa e basileus di Sicilia.
Governò la pentapolis per conto del fratello durante la permanenza di quest'ultimo in Africa.

## Biografia
Nato nell'epicrazia cartaginese da Carcino, esule di Reghion, e da una donna siceliota di Terme, Antandro venne con la sua famiglia a Siracusa durante il governo di Timoleonte.
Le antiche fonti narrano che il padre fosse un vasaio, così come il fratello minore Agatocle, il quale per il desiderio di allontanarsi da quell'ambiente fin troppo umile, avrebbe usato il suo corpo concendendosi agli uomini ricchi di Siracusa, fino a quando incontrò Damas; capo chiliarca dell'esercito siracusano, il quale prese il giovane Agatocle con sé e gli imparò a combattere.
Tuttavia il racconto sulle umili origini desta dei sospetti proprio per l'elevato ruolo ricoperto da Antandro all'interno del medesimo esercito: Antandro infatti era uno degli strateghi siracusani e partecipò con poteri decisionali all'assemblea alla quale sedevano anche i capi che dopo la morte di Timoleonte governavano Siracusa: gli oligarchici Sosistrato e Eraclide. Gli storici odierni sospettano piuttosto che il padre di Antandro e Agatocle dovesse disporre di una fortuna economica abbastanza cospicua per permettere al figlio di entrare nell'esercito e raggiungere un simile rilevante ruolo.
Antandro combatté in Magna Grecia insieme al fratello, presso Crotone, contro i Barbari che assediavano la grecità italiota.
Quando Agatocle nel 310 a.C., divenuto unico stratego con poteri assoluti, decise di condurre l'esercito in Africa per affrontare Cartagine direttamente sul suo suolo e alleggerire così il peso dell'assedio punico sulla città, Antandro venne nominato governatore di Siracusa e gli venne affiancato l'etolo Erimnone ed un sufficiente numero di guardie con le quali difendere le mura della pentapolis dagli assalti dei Cartaginesi comandati da Amilcare gisgonio.
Amilcare di Gisgone tese un tranello ad Antandro: dato che Agatocle aveva bruciato l'intera flotta siracusana appena sbarcato a Capo Bon, il Cartaginese approfittò dei resti delle navi che i suoi uomini gli avevano fatto giungere, per far credere ai Siracusani capitanati da Antandro che Agatocle e tutti i soldati erano stati fermati in mare, la flotta distrutta dal nemico, e i superstiti catturati. Per cui Amilcare incitava Siracusa alla resa; in cambio ai capi della città sarebbe stata risparmiata la vita. Antandro a questo punto voleva cedere, ma l'etolo Erimnone si oppose a una simile eventualità e rifiutò la resa di Amilcare parlando a nome di Antandro, come massima autorità in quel momento.
Proposero di attendere notizie certe sulla sorte di Agatocle e dei Siracusani e quando questi fecero sapere loro che erano ancora vivi e che le cose in Africa procedevano molto bene, Siracusa reagì all'assedio e lo stesso sufeta Amilcare venne catturato e decapitato in pubblica piazza.
Successivamente i figli di Agatocle. nonché nipoti di Antandro, Arcagato ed Eraclide, vennero uccisi dai soldati a Tunisi. Agatocle per vendicarsi degli assassini spedì un ordine ad Antandro - egli in quel momento si trovava bloccato nella Sicilia occidentale - con il quale lo esortava a fare giustizia del suo dolore spargendo altro sangue: Antanndro infatti dovette dare l'ordine ai propri soldati di uccidere donne, bambini, cittadini in vista, chiunque avesse un legame di parentela con i soldati rimasti in Africa. Fu la più cruenta e grave delle stragi agatoclee.
In seguito non si hanno più notizie del fratello di Agatocle. Sul punto di morte, nel 289 a.C., Agatocle mise fine alla propria basileia restaurando la democrazia. Il popolo di Siracusa cadde nell'anarchia e si innescarono nuove guerre civili.